# Lernaeopoda bidiscalis
Lernaeopoda bidiscalis är en kräftdjursart som beskrevs av Katharine Sophia Bailey Kane 1892. Lernaeopoda bidiscalis ingår i släktet Lernaeopoda och familjen Lernaeopodidae. Arten har ej påträffats i Sverige. Inga underarter finns listade i Catalogue of Life.